# Franz-Peter Montforts

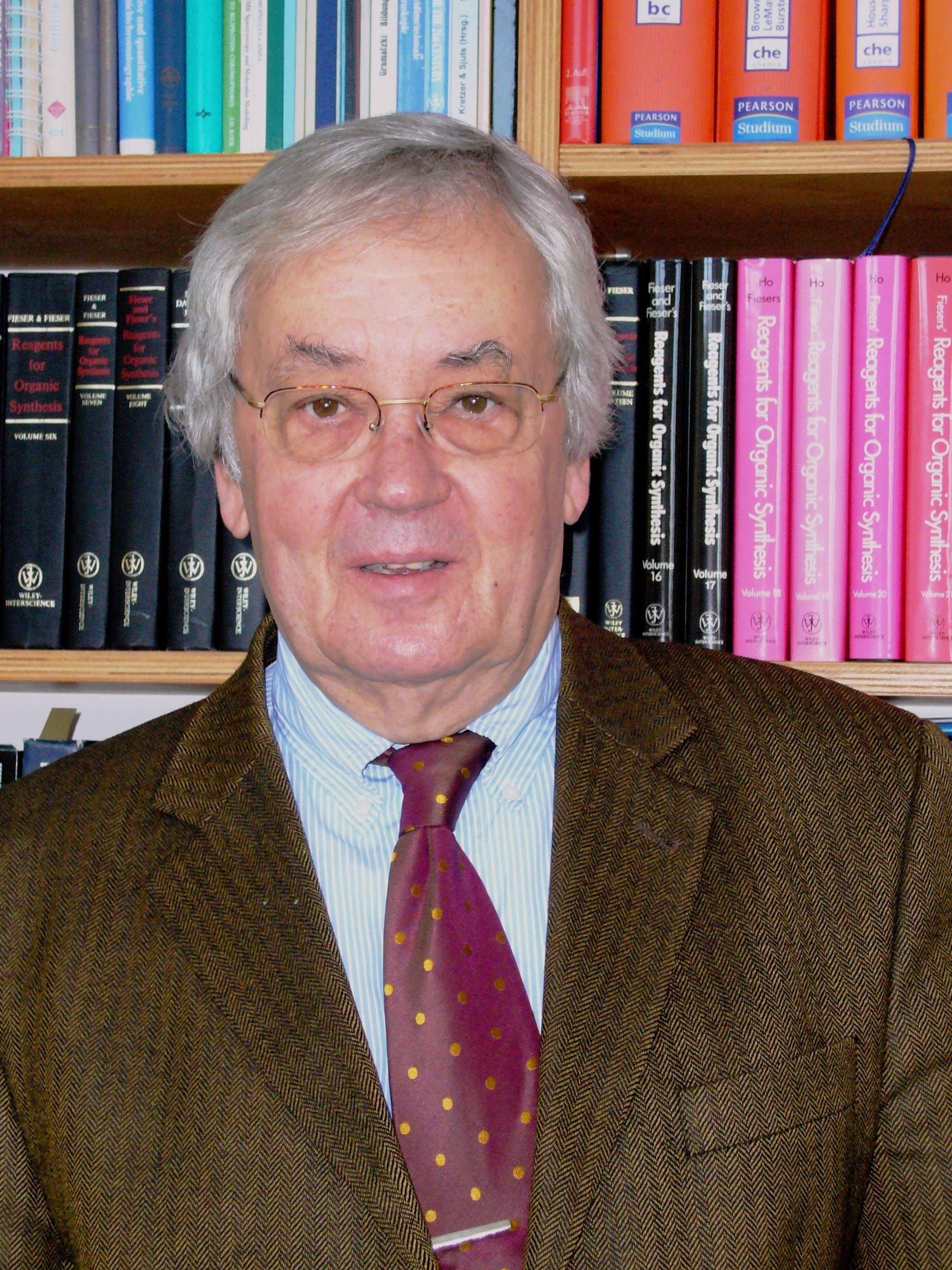
Franz-Peter Montforts (2010)

Franz-Peter Montforts (* 14. März 1948 in Hohenlimburg) ist ein deutscher Chemiker. Er war von 1986 bis 2015 Professor für Organische Chemie an der Universität Bremen.

## Leben
Von 1966 bis 1972 studierte Montforts an der Westfälischen Wilhelms-Universität in Münster und wurde 1974 dort mit seiner Arbeit über „Neue Abbau[reaktionen] und Substitutionsreaktionen am Corrinliganden des Vitamins B12“ promoviert (bei Burchard Franck). Seine Zeit als Postdoc verbrachte er 1975–1976 in Münster (bei Burchard Franck) und 1976–1977 bei Albert Eschenmoser an der Eidgenössischen Technischen Hochschule Zürich.
Von 1978 bis 1986 war Montforts Liebigstipendiat, wissenschaftlicher Angestellter, Hochschulassistent und Privatdozent an der Universität Frankfurt, wo er sich 1983 habilitierte. 1986 nahm er den Ruf auf die Professur für Organische Chemie an der Universität Bremen an.
1981 erhielt er die Werner-von-Siemens-Medaille von der Werner von Siemens-Stiftung und 1983 ein Dozentenstipendium vom Fonds der Chemischen Industrie (FCI). Seit 1994 ist Montforts Inhaber einer Gastprofessur am Dartmouth College in Hanover, New Hampshire, USA.

## Werk
Sein Forschungsgebiet ist die Partial- wie Totalsynthese vieler organischer Moleküle sowie die Strukturaufklärung.
Dazu zählen unter anderem hydroporphinoide Naturstoffe wie Bonellin, Chlorophyll, Häm d1 und Tolyporphin. Weitere Beschäftigungsgebiete sind die enantioselektive Synthese von cyclopentanoiden Naturstoffen wie Methyljasmonat, Aristeromyin und Carbovir, die Entwicklung neuer Verfahren zur Synthese von Pyrrolen, die Synthese von maßgeschneiderten Chlorinen und Azachlorinen für die photodynamische Therapie von Tumoren, von künstlichen Photosynthese-Systemen mit porphinoiden Donatoren und Fullerenen als Akzeptoren, von Porphyrinen, Chlorinen und Isobakteriochlorinen zur Immobilisierung an Elektrodenoberflächen und deren Einsatz als Sensoren und Katalysatoren.
Ein weiteres Beschäftigungsfeld Montforts' ist die Aus- und Fortbildung von Lehrern. So wurde er auf der Hauptversammlung der Gesellschaft Deutscher Chemiker (GDCh) im Jahre 2003 zum Vorsitzenden der Fachgruppe Chemieunterricht gewählt und stellt mit seinem Arbeitskreis einen wesentlichen Teil des Lehrerfortbildungszentrums der Universitäten Oldenburg und Bremen dar. Auf seine Initiative hin wurde 2002 das Schülerlabor mit Unterstützung des Verbands der Chemischen Industrie (VCI) an der Universität Bremen gegründet.